# Caritea, regina di Spagna
Personnages
- Caritea (soprano)
- Don Alfonso, roi du Portugal (ténor)
- Don Diego, sous le nom de Don Pirro d'Aragon, fils de Don Fernando (contralto)
- Don Fernando, vieux capitaine général espagnol (basse)
- Don Rodrigo, un autre capitaine général ambassadeur de Caritea (ténor)
- Corrado, officier supérieur portugais
- Chœur des cavaliers espagnols, des guerriers portugais, demoiselles de Caritea, soldats espagnols, soldats portugais, soldats de Diego, gens

Caritea, regina di Spagna (en français Caritea, reine d'Espagne) est un opéra de Saverio Mercadante, sur un livret de Paolo Pola, créé en 1826 à La Fenice, Venise.

## Argument
La scène se déroule à Tolède et au bord du Tage, au camp de Don Alfonso.

### Acte I
Le roi du Portugal, Alfonso, a déclaré la guerre à l'Espagne, car la reine espagnole Caritea a rejeté son offre de mariage et qu'il la veut prendre de force. Les Portugais assiègent Tolède.
Diego, un Espagnol amoureux de Caritea qui avait fui parce qu'il avait été rejeté par elle et avait tué un autre prétendant de la reine, Pompée, arrive au camp portugais, où il demande à être hébergé. Caritea, qui était amoureuse de Pompeo, a promis sa main à celui qui lui livrerait la tête de Diego.
Comme par hasard, c'est Diego lui-même qui sauva Caritea qui risquait de mourir près du camp portugais, où elle s'était rendue en tenue virile avec l'intention de surprendre l'armée ennemie. Diego, dont l'amour pour Caritea est toujours aussi vif, n'est cependant pas reconnu puisque dix ans se sont écoulés depuis sa fuite.
Alfonso arrive également sur les lieux et, dans un geste de générosité, libère Don Fernando, le père âgé de Diego, tombé prisonnier. Alfonso est alors informé que Caritea erre déguisée près de son camp et sa fureur explose.

### Acte II
Diego parvient à ramener Caritea à Tolède ; ayant réalisé qu'elle est tombée amoureuse de lui, il demande sa main, mais la reine lui rappelle le décret par lequel elle accepte d'épouser celui qui lui apportera la tête de Diego lui-même. Fernando craint pour la vie de son fils, retrouvé après de nombreuses années
Don Alfonso, dans sa fureur, défie Diego en duel, mais est tué. Diego revient à Tolède victorieux et acclamé par le peuple. Grâce à cela, il peut désormais révéler son identité à Caritea. Caritea lui pardonne et lui accorde le mariage.

## Structure musicale
- Symphonie

### Acte I
- Scène 1 : Introduction Ah! Caritea dov'è? : Misera patria nostra : Ma non l'avrà quel perfido (Chœur, Rodrigo, Caritea, Fernando)
- Scène 2 : Cavatine Diego Ah! Se estinto ancor mi vuoi
- Scène 3 : Marche Vieni, campion terribile (Corrado)
- Scène 4 : Cavatine Alfonso Nel lasciar le natie sponde (Alfonso, Chœur)
- Scène 5 : Duo Alfonso et Rodrigo La baldanza del tuo orgoglio
- Scène 6 : Chœur Aspra del militar
- Scène 7 : Duo Caritea et Diego Ah! Per te se i giorni miei
- Scène 8 : Finale I Presso a cadere è il dì : Al primo lampo orribile (Chœur, Caritea, Diego, Alfonso, Fernando, Corrado)

### Acte II
- Scène 9 : Quartette D'un padre non senti (Fernando, Diego, Rodrigo, Caritea)
- Scène 10 : Chœur Che mai vuol dir!
- Scène 11 : Aria Alfonso Va' superba, ingrata donna (Alfonso, Chœur)
- Scène 12 : Duo Diego et Caritea Se pur barbara, spietata (Diego, Caritea, Chœur)
- Scène 13 : Aria Caritea Come un sembiante (Caritea, Chœur)
- Scène 14 : Duo Alfonso et Diego Qual ardir! Tu mio rivale!
- Scène 15 : Finale II Tu di Toledo al popolo : Guardami in volto adesso (Chœur, Caritea, Diego, Rodrigo, Fernando)

## Réception
La première a lieu à La Fenice, Venise le 21 février 1826. Lors des tournées ultérieures, le titre devient souvent Donna Caritea. L'œuvre suscite un véritable enthousiasme et reçoit pendant de nombreuses années le même accueil dans tous les théâtres italiens.
Les interprètes de la première représentation sont :
| Personnages  | Interprète        |
| ------------ | ----------------- |
| Caritea      | Ester Mombelli    |
| Don Alfonso  | Domenico Donzelli |
| Don Diego    | Isabella Fabbrica |
| Don Fernando | Domenico Cosselli |
| Don Rodrigo  | Giuseppe Binaghi  |
| Corrado      | Brigida Lorenzani |

Le chef d'orchestre est Antonio Cammerra, le chef de chœur Luigi Carcano et le scénographe Francesco Bagnara.
Un opéra sur le même sujet, Donna Caritea, regina di Spagna (it), avait été préalablement mis en musique par Carlo Coccia et joué le 7 janvier 1818 au Teatro Sant'Agostino de Gênes.
Dans la neuvième scène du premier acte, un groupe de sapeurs espagnols chante en chœur Aspra del militar bench'è la vita, dont quelques paroles, « Qui meurt pour la patrie, a vécu longtemps », suscitaient un enthousiasme patriotique, si bien que le chœur est souvent interdit par les censeurs. Ces paroles deviennent célèbres plus tard également pour avoir été chantées par les frères Bandiera avant leur exécution. Le texte du livret original dit cependant « Qui meurt pour la gloire ».